# Гургујеци (Браила)
Гургујеци (рум. Gurguieți) насеље је у Румунији у округу Браила у општини Скорцару Ноу. Oпштина се налази на надморској висини од 12 m.

## Становништво
Према подацима из 2002. године у насељу је живело 254 становника, од којих су сви румунске националности.